# 梅利孔

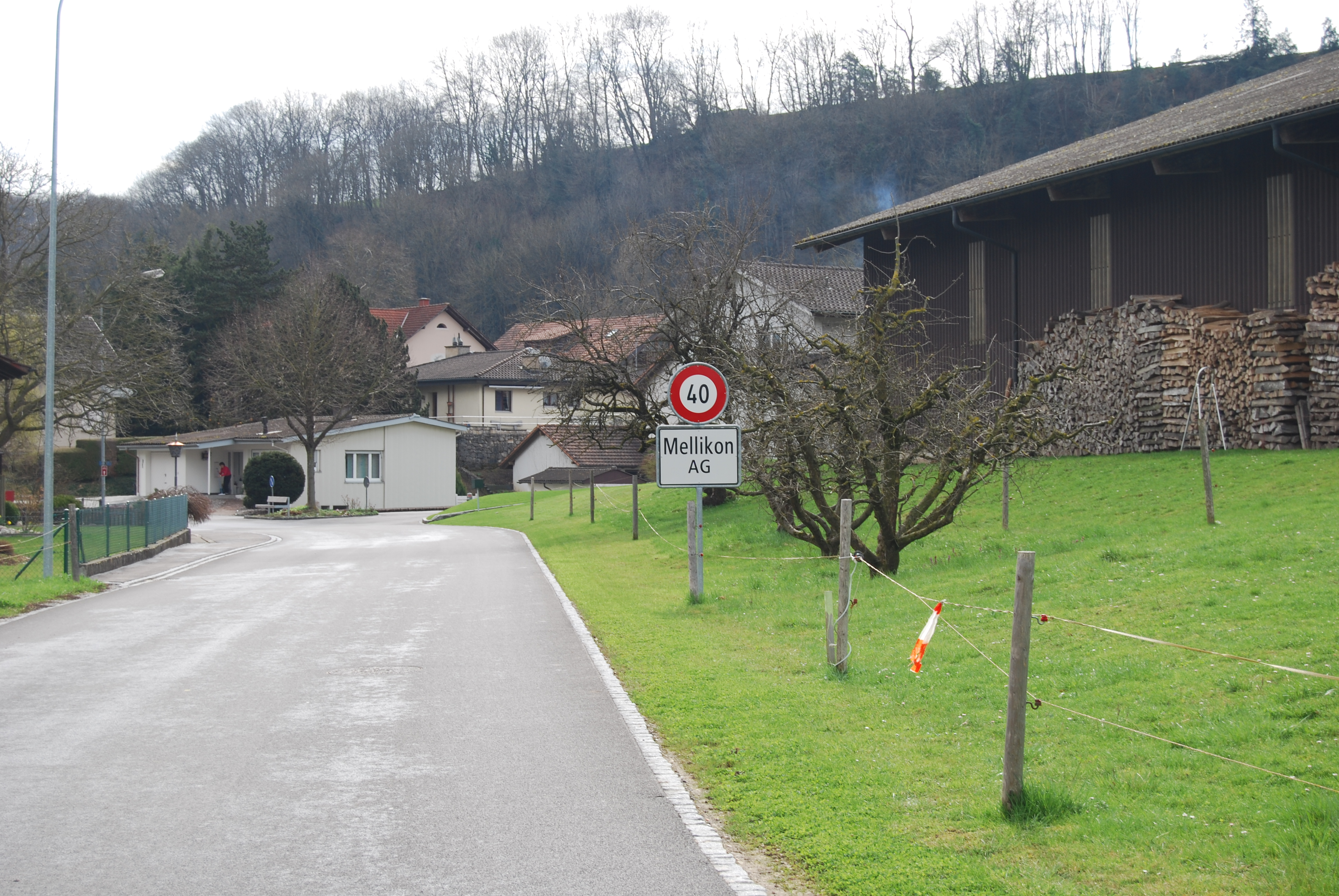

梅利孔是瑞士的城鎮，位於該國北部，由阿爾高州負責管轄，面積2.71平方公里，海拔高度357米，2012年人口240，一半人口信奉羅馬天主教，人口密度每平方公里89人。